# Pallacanestro Brescia
El Pallacanestro Brescia, conocido también por motivos de patrocinio como Germani Basket Brescia, es un equipo de baloncesto italiano con sede en la ciudad de Brescia, que compite en la Serie A, la primera categoría del baloncesto en Italia. Disputa sus partidos en el PalaLeonessa, con capacidad para 5.200 espectadores. Coge el relevo en la ciudad del Basket Brescia, histórico equipo desaparecido en 1996.

## Historia
El club se crea en 2009, teniendo como general manager a Ario Costa, y obtiene plaza directa en la Serie A Dilettanti tras cedérsela el equipo de la Juve Cremona, que se fusiona con la Triboldi Soresina. En su primera temporada en la tercera competición en importancia de Italia acaba en la quinta posición de su grupo, siendo eliminado en la primera ronda de los play-offs por el ascenso.
Al año siguiente, tras acabar segundo en su grupo, termina consiguiendo el título de campeón, ascendiendo a la Legadue.

## Nombres
- Basket Brescia Leonessa

(2009-2011)
- Centrale del Latte Brescia

(2011-2016)
- Germani Basket Brescia

(2016-presente)

## Posiciones en Liga
| Temporada | Nivel | Liga     | Pos. | Postemporada      | Copa de Italia   | Competiciones europeas | Competiciones europeas |
| --------- | ----- | -------- | ---- | ----------------- | ---------------- | ---------------------- | ---------------------- |
| 2015–16   | 2     | Serie A2 | 1    | Ascenso (Campeón) | —                | —                      | —                      |
| 2016–17   | 1     | Serie A  | 10   | —                 | Semifinalista    | —                      | —                      |
| 2017–18   | 1     | Serie A  | 3    | Finalista         |                  | —                      | —                      |
| 2018–19   | 1     | Serie A  | 12   |                   |                  | 2 EuroCup T16          |                        |
| 2019–20   | 1     | Serie A  | 3    |                   | Cuartos de final | 2 EuroCup T16 8v-8d    |                        |
| 2020–21   | 1     | Serie A  | 9    |                   |                  | 2 EuroCup TR 2v-8d     |                        |
| 2021–22   | 1     | Serie A  | 5    |                   | Semifinalista    | 2 EuroCup TR 2v-8d     |                        |
| 2022–23   | 1     | Serie A  | 8    |                   | Campeón          | 2 EuroCup T16 8v-10d   |                        |
| 2023–24   | 1     | Serie A  | 4    |                   | Cuartos de final |                        |                        |

## Palmarés
- Campeón de la Serie A Dilettanti (2011)
- Subcampeón de la Legadue (2013)

## Jugadores destacados
| - Nikos Barlos - Gino Cuccarolo - Deividas Busma - Justin Brownlee - J. R. Giddens - Michael Jenkins - Chris Monroe - Tamar Slay |  | - Ryan Thompson - Jeremy Wise - Franko Bushati - Bernardo Musso - Jakub Wojciechowski - Robert Fultz - David Brkic |